# Altura uterina

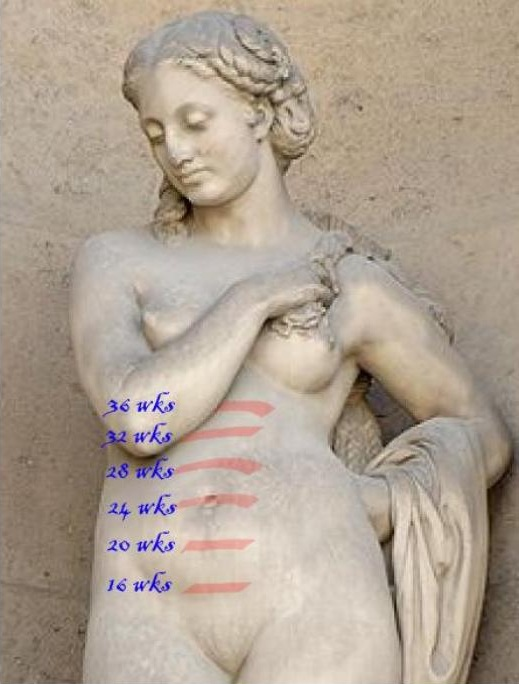
Ilustração da altura uterina em diferentes momentos da gravidez

Altura uterina, ou regra de McDonald, é uma medida do tamanho do útero usada para avaliar o crescimento fetal e o desenvolvimento durante a gravidez. Mede-se do topo do útero materno até a borda superior da sínfise púbica. Quando expressa em centímetros, a altura uterina corresponde aproximadamente à idade gestacional em semanas entre 16 e 36 semanas, em fetos em apresentação cefálica. Na ausência de fita métrica, usam-se larguras de dedos para estimar as distâncias em centímetros (semanas) a partir de um marco anatômico correspondente. Entretanto, as distâncias em relação à sínfise púbica variam muito conforme o biótipo. Na prática clínica, registrar a medida real da altura uterina, do topo palpável do útero até a borda superior da sínfise púbica, torna-se rotina a partir de cerca de 20 semanas de gestação.
A maioria dos profissionais anotará a altura uterina do paciente em cada consulta pré-natal. A mensuração da altura uterina pode indicar crescimento fetal adequado e o desenvolvimento do líquido amniótico.
O conhecimento da idade gestacional pode influenciar o modo de medir a altura.

## Marcos da altura uterina
| Idade gestacional | Marco da altura uterina                      |
| ----------------- | -------------------------------------------- |
| 12–14 semanas     | Sínfise púbica                               |
| 16 semanas        | Entre o umbigo e a sínfise púbica            |
| 20–22 semanas     | Umbigo                                       |
| 36 semanas        | Processo xifoide do esterno                  |
| 37–40 semanas     | Regressão da altura uterina entre 36 e 32 cm |

## Medida menor
Uma medida menor pode ocorrer por um dos seguintes motivos:
- Descida do feto para a pelve, normalmente observada de duas a quatro semanas antes do parto
- Erro na estimativa da data da gravidez com base no primeiro dia da última menstruação
- Feto saudável, porém pequeno
- Oligoidrâmnio
- Apresentação não longitudinal
- Pequeno para a idade gestacional ou Restrição de crescimento intrauterino

## Medida maior
Por outro lado, uma medida maior pode ser causada por:
- Gêmeos, ou outros tipos de gestação múltipla
- Erro na estimativa da data da concepção
- Feto saudável, porém grande
- Diabetes gestacional levando a um bebê maior
- Polidrâmnio
- Grande para a idade gestacional
- Mola hidatiforme
- Apresentação pélvica

À medida que a gravidez se aproxima do fim, a altura uterina torna-se menos precisa.
A altura sínfise–fúndica é mais precisa entre 14–32 semanas.